# Kaitai Tianhoutempel van Anping
Kaitai Tianhoutempel van Anping is een taoïstische tempel in Anping, Tainan, Taiwan. De tempel is gewijd aan de zeegodin Tianhou.
Deze tempel vormt samen met de Chenghuangtempel van Anping en de Guanyintempel van Anping de drie grote openbare tempels van Anping.

## Geschiedenis
In 1668 (het 22e regeerjaar van Ming-dynastie keizer Yongli) werd de tempel gesticht. Het godenbeeld van Tianhou werd door soldaten van Koxinga uit China naar de tempel gebracht. Toen de Japanse bezetting van Taiwan was begonnen, vond er in de tempel een grote moord plaats door Japanse soldaten. De bevolking had vrees gekregen door deze gebeurtenis en de tempel kwam in een slechte conditie door de weinig bezoekers en daardoor ook weinig offergeld. Tijdens het bewind van de Japanners over Taiwan, werd de tempel veranderd in een basisschool. De godenbeelden werden verplaatst naar andere tempels.
In 1962 begon men de tempel te herbouwen op een plaats waar vroeger de yamen van de zeemachtofficier was en zestien jaar later was het gebouw klaar voor gebruik. Een brand in 1990 beschadigde de tempel, maar de drie Tianhoubeelden bleven onbeschadigd. De tempel werd gerenoveerd en vier jaar later was het weer open voor bezoekers.